# Canzonissima ’68
| Оценки критиков | Оценки критиков |
| Источник        | Оценка          |
| --------------- | --------------- |
| Musica e dischi | без оценки      |

Canzonissima ’68 — четырнадцатый студийный альбом итальянской певицы Мины, выпущенный в 1968 году на лейбле PDU. На альбоме представлены песни Мины, исполненные в эфире популярной музыкальной программы «Canzonissima» сезона 1968 года, где она также была ведущей. Альбом достиг 11 места в годовом альбомном чарте.

## Список композиций
| №  | Название               | Автор(ы)                            | Длительность |
| -- | ---------------------- | ----------------------------------- | ------------ |
| 1. | «Zum zum zum»          | Антонио Амурри, Бруно Канфора       | 2:41         |
| 2. | «Io innamorata»        | Джорджо Калабрезе, Аугусто Мартелли | 2:57         |
| 3. | «Sacumdì sacumdà»      | Паоло Лимити, Карлос Империал       | 2:33         |
| 4. | «Né come né perché»    | Антонио Амурри, Бруно Канфора       | 4:17         |
| 5. | «Un colpo al cuore»    | Джанкарло Бигацци, Марио Капуано    | 3:16         |
| 6. | «La voce del silenzio» | Могол, Паоло Лимити                 | 3:23         |

| №  | Название                 | Автор(ы)                                       | Длительность |
| -- | ------------------------ | ---------------------------------------------- | ------------ |
| 1. | «Vorrei che fosse amore» | Антонио Амурри, Бруно Канфора                  | 2:26         |
| 2. | «Quand’ero piccola»      | Франко Мильяччи, Луис Бакалов, Бруно Дзамбрини | 2:52         |
| 3. | «Deborah»                | Вито Паллавичини, Паоло Конте                  | 2:58         |
| 4. | «Fantasia»               | Джорджо Калабрезе, Джеоф Стивенс               | 3:01         |
| 5. | «Niente di niente»       | Джорджо Калабрезе, Том Белл                    | 3:14         |
| 6. | «E sono ancora qui»      | Антонио Амурри, Бруно Канфора                  | 2:29         |

## Чарты

### Годовые чарты
| Чарт (1969)              | Позиция |
| ------------------------ | ------- |
| Италия (Musica e dischi) | 11      |